# Delningsfilter

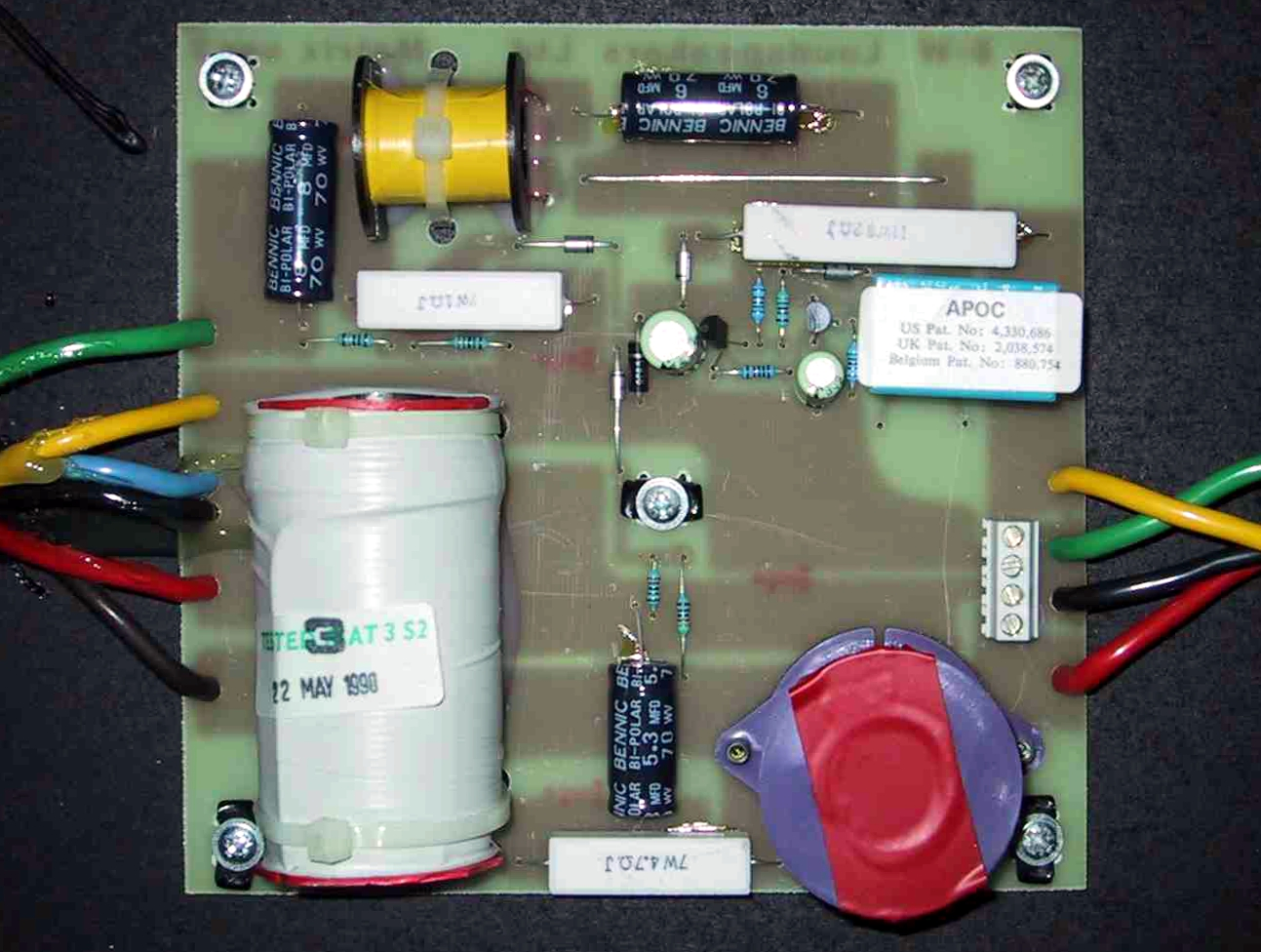
Delningsfilter för högtalare

Delningsfilter är en elektrisk krets med vars hjälp signaler med olika frekvens eller frekvensband kan sorteras. De beskrivs ofta som tvåvägs eller trevägs , vilket indikerar att korsningen delar upp en given signal i två frekvensområden eller tre frekvensområden.  Delningsfilter används i högtalarlådor, effektförstärkare inom hemelektronik (hi-fi, hemmabioljud och bilstereo) och produkter för professionella ljud- och musikinstrumentförstärkare. För de två sistnämnda marknaderna används delningsfilter i basförstärkare, keybordsförstärkare, bas- och klaviaturhögtalare och utrustning för ljudförstärkningssystem (PA-högtalare, monitorhögtalare, subwoofersystem, etc.). 
Delningsfilter används eftersom de flesta individuella högtalardrivrutiner inte kan täcka hela ljudspektrumet från låga till höga frekvenser med acceptabel relativ volym och frånvaro av distorsion. De flesta hi-fi-högtalarsystem och högtalarlådor för ljudförstärkningssystem använder en kombination av flera högtalarelement, som var och en anpassar sig till olika frekvensband. Ett enkelt standardexempel är i hifi- och PA-systemlådor som innehåller en woofer för låga och mellanfrekvenser och en diskanthögtalare för höga frekvenser. Eftersom en ljudsignalkälla, oavsett om det är inspelad musik från en CD-spelare eller ett livebands mix från en ljudkonsol, har alla låg-, mellan- och högfrekvenser kombinerade, används en filterkrets för att dela upp ljudsignalen i separata frekvensband som kan dirigeras separat till högtalare, diskanthögtalare eller horn optimerade för dessa frekvensband. 
Passiva delningsfilterär förmodligen den vanligaste typen av ljudfilter. De använder ett nätverk av passiva elektriska komponenter (till exempel kondensatorer, induktorer och resistorer) för att dela upp en förstärkt signal som kommer från en effektförstärkare så att den kan skickas till två eller flera högtalardrivrutiner (till exempel en woofer och en mycket låg frekvens subwoofer, eller en woofer och en diskanthögtalare, eller en kombination av woofer-mellanregister-diskant).
Aktiva delningar särskiljs från passiva delningar genom att de delar upp en ljudsignal före effektförstärkningssteget så att den kan skickas till två eller flera effektförstärkare, som var och en är ansluten till en separat högtalardrivrutin. Hemmabio 5.1 surroundljudsystem använder ett delningsfilter som separerar den mycket lågfrekventa signalen, så att den kan skickas till en subwoofer och sedan sända de återstående låg-, mellan- och högfrekvenserna frekvenser till fem högtalare som placeras runt lyssnaren. I en typisk applikation delas signalerna som skickas till surroundhögtalarlådorna ytterligare upp med hjälp av ett passivt delningsfilter till en bashögtalare för lågt/mellanregister och en diskanthögtalare för högt intervall. Aktiva delningsfilter finns i både digitala och analoga varianter. 
Digitala aktiva delningafilter utför ofta ytterligare signalbehandling, som begränsning, fördröjning och utjämning. Signalfilter gör att ljudsignalen kan delas upp i band som bearbetas separat innan de blandas ihop igen. Några exempel är multibandskomprimering, limiting, de-essing, multiband distorsion, basförstärkning, högfrekventa exciters och brusreducering som Dolby A brusreducering. 
De mest använda komponenterna är kondensatorer och spolar som elektriskt överför ström på olika sätt. Med en ren likspänning över en kondensator så kan denna beroende av typ, antingen laddas upp eller hindra strömmens passage. Om växelspänning i stället appliceras över kondensatorn ledes denna genom kondensatorn i större eller mindre grad beroende av kondensatorns storlek och spänningens frekvens. Spolen har en "motsatt funktion". Den leder igenom likströmmen men hindrar växelströmmens passage, mer då frekvensen stiger. Den ledningsförmåga kondensatorn har benämnes konduktans medan motsvarande för spolen benämnes induktans.

## Översikt

Jämförelse av magnitudsvaret för 2-poliga Butterworth- och Linkwitz-Riley-filter. Den summerade uteffekten från Butterworth-filtren har en +3dB-topp vid delningsfrekvensen.

Definitionen av ett idealiskt ljudfilter ändras i förhållande till uppgiften och ljudapplikationen. Om de separata banden ska blandas ihop igen (som vid multibandsbehandling), så skulle den idealiska ljudövergången dela upp den inkommande ljudsignalen i separata band som inte överlappar eller interagerar och som resulterar i en utsignal med oförändrad frekvens, relativt nivåer och fasrespons. Denna idealiska prestanda kan bara uppskattas. Hur man genomför den bästa approximationen är en fråga för livlig debatt. Å andra sidan, om ljudfiltret separerar ljudbanden i en högtalare, finns det inget krav på matematiskt idealiska egenskaper inom själva övergången, eftersom frekvensen och fassvaret för högtalardrivenheterna i deras monteringar kommer att överskugga resultaten. Tillfredsställande uteffekt av det kompletta systemet som består av ljudfilter och högtalardrivrutiner i sina höljen är designmålet. Ett sådant mål uppnås ofta med hjälp av icke-idealiska, asymmetriska filteregenskaper.

### Aktiva filter

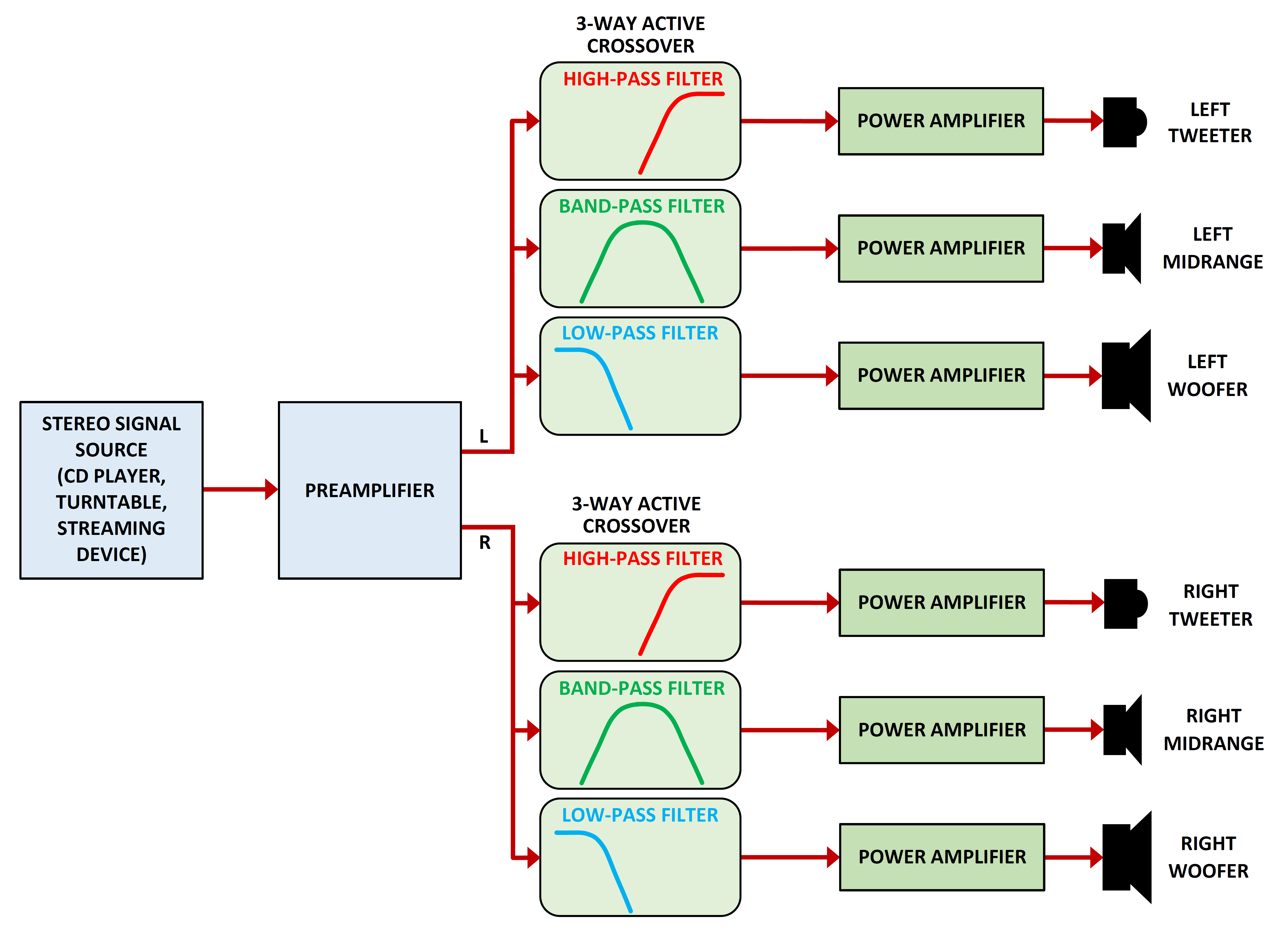
Implementeringsschema för ett trevägs aktivt delningsnätverk för användning med ett stereo trevägshögtalarsystem.

Ett aktivt delningsfilter innehåller aktiva komponenter i sina filter, som transistorer och operationsförstärkare. Under de senaste åren är den vanligaste aktiva enheten en operationsförstärkare. Till skillnad från passiva delningsfilter, som arbetar efter effektförstärkarens utgång vid hög ström och i vissa fall högspänning, drivs aktiva delningsfilter på nivåer som är lämpade för effektförstärkaringångar. Å andra sidan introducerar alla kretsar med förstärkning brus och sådant brus har en skadlig effekt när det introduceras innan signalen förstärks av effektförstärkarna.
Aktiva delningsfilter kräver alltid användning av effektförstärkare för varje utgångsband. En 2-vägs aktiv delningsfilter behöver alltså två förstärkare – en för bashögtalaren och en för diskanthögtalaren. Detta innebär att ett högtalarsystem som är baserat på aktiva delningsfilter ofta kommer att kosta mer än ett passivt delningsbaserat system.
Aktiva delningsfilter kan implementeras digitalt med hjälp av en digital signalprocessor eller annan mikroprocessor. De använder antingen digitala approximationer av traditionella analoga kretsar, kända som IIR-filter (Bessel, Butterworth, Linkwitz-Riley etc.), eller använder Finite Impulse Response (FIR) filter. IIR-filter har många likheter med analoga filter och är relativt föga krävande för CPU-resurser. FIR-filter å andra sidan har vanligtvis en högre ordning och kräver därför mer resurser för liknande egenskaper